# Pippi Langkous (animatieserie)
Pippi Langkous (originele titel: Pippi Longstocking) is een Canadees-Duits-Zweedse animatieserie die gebaseerd is op het boek Pippi Langkous van Astrid Lindgren. Deze serie hoort bij de film Pippi Longstocking die uitkwam op 22 augustus 1997. Die film dient dus als pilot van deze televisieserie, maar de televisieserie en de film spelen zich af in twee verschillende, fictieve universa. De eerste aflevering van de televisieserie zelf verscheen in Canada op 17 oktober 1997. De serie liep twee seizoenen tot 1998. Melissa Altro sprak de originele Engelstalige stem van Pippi Langkous in. In 1999 werden drie afleveringen herwerkt tot de film Pippi Longstocking's Adventures on the South Seas.

## Verhaal
Pippi Langkous, het sterkste meisje van de wereld, gaat nadat haar vader overboord geblazen werd terug in haar huis wonen met haar paard en aapje totdat haar vader terugkeert. Hier beleeft ze allerlei avonturen met haar buurkinderen Tommy en Annika.

## Stemverdeling
| Personage                     | Acteur/actrice    |
| ----------------------------- | ----------------- |
| Pippi Langkous                | Melissa Altro     |
| Tommy Settegren               | Noah Reid         |
| Annika Settegren              | Olivia Garratt    |
| tante Pastellia               | Jill Frappier     |
| Kapitein Efraim Langkous      | Benedict Campbell |
| Thunder-Karlsson, een bandiet | Len Carlson       |
| Bloom, een bandiet            | Wayne Robson      |
| mevrouw Settegren             | Karen Bernstein   |
| meneer Settegren              | Ray Landry        |
| agent Kling                   | Rick Jones        |
| agent Klang                   | Phillip Williams  |
| Mr. Nilsson                   | Richard Binsley   |
| Fridolf                       | Chris Wiggins     |

### Nederlandse stemmen
| Personage       | Acteur/actrice         |
| --------------- | ---------------------- |
| Pippi Langkous  | Barbara Dicker         |
| Tommy           | Magali de Fremery      |
| Annika          | Elle van Rijn          |
| Kling           | Reinder van der Naalt  |
| Klang           | Bram Bart              |
| Tante Pastellia | Marloes van den Heuvel |
| Donderkareltje  | Jaap Stobbe            |
| Blom            | Bram Biesterveld       |
| Kapitein        | Fred Meijer            |
| Bernard         | Remi Ravesteyn         |

## Afleveringen
De serie bestaat uit twee seizoenen met elk dertien afleveringen.

### Seizoen 1 (1997)
| Aflevering (seizoen) | Aflevering (serie) | Nederlandse titel                   | Originele titel                   |
| -------------------- | ------------------ | ----------------------------------- | --------------------------------- |
| 1                    | 1                  | Pippi komt terug in Villa Kakelbont | Pippi Returns to Villa Villekulla |
| 2                    | 2                  | Pippi speelt met twee dieven        | Pippi Entertains Two Burglars     |
| 3                    | 3                  | Pippi houdt haar huis               | Pippi Doesn't Sell Her House      |
| 4                    | 4                  | Pippi vliegt in een luchtballon     | Pippi Goes Up in a Balloon        |
| 5                    | 5                  | Pippi gaat naar de zuidelijke zeeën | Pippi Goes to the South Seas      |
| 6                    | 6                  | Pippi ontmoet wat parelhandelaars   | Pippi Meets Some Pearl Poachers   |
| 7                    | 7                  | Pippi gaat naar huis                | Pippi Goes Home                   |
| 8                    | 8                  | Pippi en de skiwedstrijd            | Pippi Enters the Big Race         |
| 9                    | 9                  | Pippi op de paardenshow             | Pippi Enters a Horse Show         |
| 10                   | 10                 | Pippi en de meestercrimineel        | Pippi Meets a Master Criminal     |
| 11                   | 11                 | Pippi lijdt schipbreuk              | Pippi Is Shipwrecked              |
| 12                   | 12                 | Pippi redt het bejaardenhuis        | Pippi Saves the Old Folks         |
| 13                   | 13                 | Pippi op de kermis                  | Pippi Goes to the Fair            |

### Seizoen 2 (1998)
| Aflevering (seizoen) | Aflevering (serie) | Nederlandse titel                           | Originele titel                     |
| -------------------- | ------------------ | ------------------------------------------- | ----------------------------------- |
| 1                    | 14                 | Pippi's kerstfeest                          | Pippi's Christmas                   |
| 2                    | 15                 | Pippi wil nooit volwassen worden            | Pippi Doesn't Want to Grow Up       |
| 3                    | 16                 | Pippi gaat niet naar school                 | Pippi Doesn't Want to Go to School  |
| 4                    | 17                 | Pippi gaat naar het noorden                 | Pippi Goes Up North                 |
| 5                    | 18                 | Pippi redt de walvissen opnieuw             | Pippi Saves the Whales...again      |
| 6                    | 19                 | Pippi gaat naar school, of toch niet?       | Pippi Goes to School...or Does She? |
| 7                    | 20                 | Pippi traint een paar dieren en hun baasjes | Pippi Trains Some Animals           |
| 8                    | 21                 | Pippi en de witte dame                      | Pippi Meets the White Lady          |
| 9                    | 22                 | Pippi ontdekt een mysterieuze voetafdruk    | Pippi Finds a Mysterious Footprint  |
| 10                   | 23                 | Pippi en de bloemententoonstelling          | Pippi Enters a Flower Show          |
| 11                   | 24                 | Pippi helpt tante Matilda                   | Pippi Visits Aunt Matilda           |
| 12                   | 25                 | Pippi en de timmerman                       | Pippi and the Carpenter             |
| 13                   | 26                 | Pippi's treinreis                           | Pippi Takes a Train Ride            |

## Achtergrond

### Productie
In 1992 stelde het Canadese bedrijf Nelvana aan Astrid Lindgren voor om een animatiefilm en animatieserie over Pippi Langkous te maken. In de jaren '90 brak digitale animatie door met films zoals Toy Story, maar Nelvana wilde niet dat traditionele animatie hierdoor vervangen wordt. Dus werd deze televisieserie toch met traditionele animatie gedaan. In 1997 breidde Nelvana uit waardoor de afdelingen Animated Television Production, Domestic Production, 3-D Animation Production en Feature Film Production ontstonden. De laatste afdeling kondigde aan elk jaar een langspeelfilm te maken zoals de film Pippi Longstocking die dat jaar uitkwam en als pilot voor deze televisieserie dient.

### Homemedia
Op  20 oktober 2003 verschenen de eerste twaalf afleveringen op drie dvd's. Op 14 november 2004 verschenen de andere veertien afleveringen op dvd. Later op 20 september 2005 verschenen vier afleveringen op een dvd-box genaamd Pippi Longstocking: Captain Longstocking. Op 10 oktober 2008 verscheen de serie in een dvd-box onder de naam Pippi Langstrumpf - Die komplette Serie. Op 10 november 2009 verschenen vier afleveringen in een dvd-box onder de naam Pippi's Christmas. Later op 9 maart 2010 verschenen 4 afleveringen in een dvd-box onder de naam Here Comes Pippi. Op 10 augustus 2010 verschenen vier andere afleveringen in een dvd-box genaamd Pippi Goes To School. Later op 19 april 2011 verschenen vier andere afleveringen in een dvd-box genaamd Pippi and the Balloon. Vervolgens verschenen op 19 juli 2011 vier andere afleveringen in een dvd-box genaamd Pippi Goes to the Fair.

## Prijzen en nominaties
| Jaar | Prijs                                    | Categorie          | Uitslag  |
| ---- | ---------------------------------------- | ------------------ | -------- |
| 1998 | Seoul International Family Film Festival | Special Prize      | Gewonnen |
| 1998 | Seoul International Family Film Festival | Most Popular Award | Gewonnen |